# José Robles Martínez
José Robles Martínez (Madrid, 1843-1911) fue un pintor y acuarelista español, especializado en paisajes, que desarrolló una gran parte de su obra en Asturias y perteneció a la llamada Colonia Artística de Muros. 

## Biografía

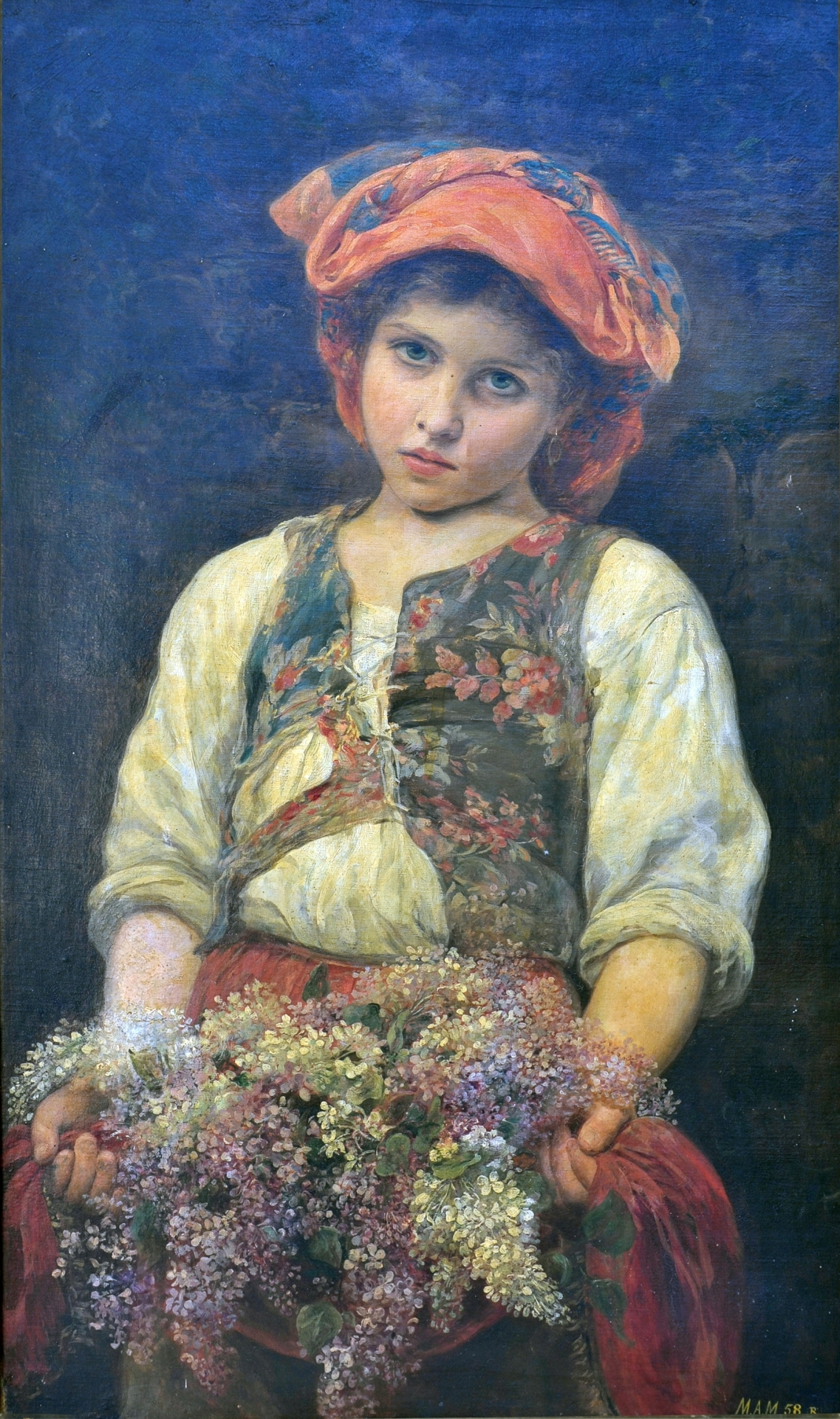
Florinda. Hacia 1893. Museo del Prado, Madrid.

Hijo de Luis Robles, comerciante, y de Micaela Martínez, destacada bailarina del Teatro Real de Madrid que falleció, siendo aún muy joven, a causa de una pulmonía que contrajo al salir de unos ensayos. Se formó en la Escuela Superior de Bellas Artes de San Fernando, en Madrid, donde fue discípulo de Federico de Madrazo. Realizó copias de los grandes maestros del Museo del Prado, y fue considerado una promesa de la pintura española. Contrae matrimonio, muy joven, con una joven toledana de buena familia, Micaela Monge Santos, con la que tendría cuatro hijos. En 1867, con solo 23 años, obtuvo una tercera medalla en la Exposición Nacional de Bellas Artes por la obra titulada Trabajadores de una huerta descansando. Un año más tarde, en 1868, viajó por primera vez a París, invitado por el famoso tenor Enrico Tamberlick, y allí trabó amistad con el pintor de bodegones y floreros Sebastián Gessa.  
En 1877 se traslada a Asturias invitado por el pintor de Muros de Nalón Tomás García Sampedro. En los años siguientes se formaría la llamada Colonia Artística de Muros, en la que fueron habituales Tomás García Sampedro, Casto Plasencia, Agustín Lhardy, Alfredo Perea Rojas, Máximo Peña Muñoz y Tomás Campuzano entre otros, y visitadores ocasionales Juan Antonio Benlliure, el poeta Vital Aza o Joaquín Sorolla, que lo visitaría en 1901, 1903 y 1904. Entre 1879 y 1883 realizó al menos un segundo viaje a la capital francesa y a Italia, y en Venecia coincidió con Martín Rico, Francisco Pradilla, José Villegas y José Casado del Alisal, entre otros.  
En 1888 fallece su esposa tras una larga enfermedad. Un año más tarde se casa en Muros de Nalón con una joven lugareña, Engracia Menéndez. El matrimonio se traslada a París, desde donde Robles escribe crónicas de la Exposición Universal para el periódico El Carbayón. En años sucesivos fijarán su residencia en Asturias.  
Participó en numerosas muestras y exposiciones, fue  medalla de oro en la Exposición Regional de Gijón de 1899, y remitió al menos dos obras a la Exposición de Chicago de 1893. Colaboró como dibujante y articulista en los periódicos El Carbayón y Ecos del Nalón.

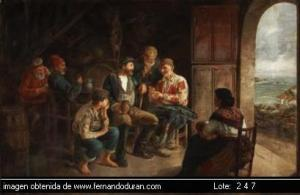
Escena de interior asturiano. 1895. Óleo sobre lienzo pegado a tabla.
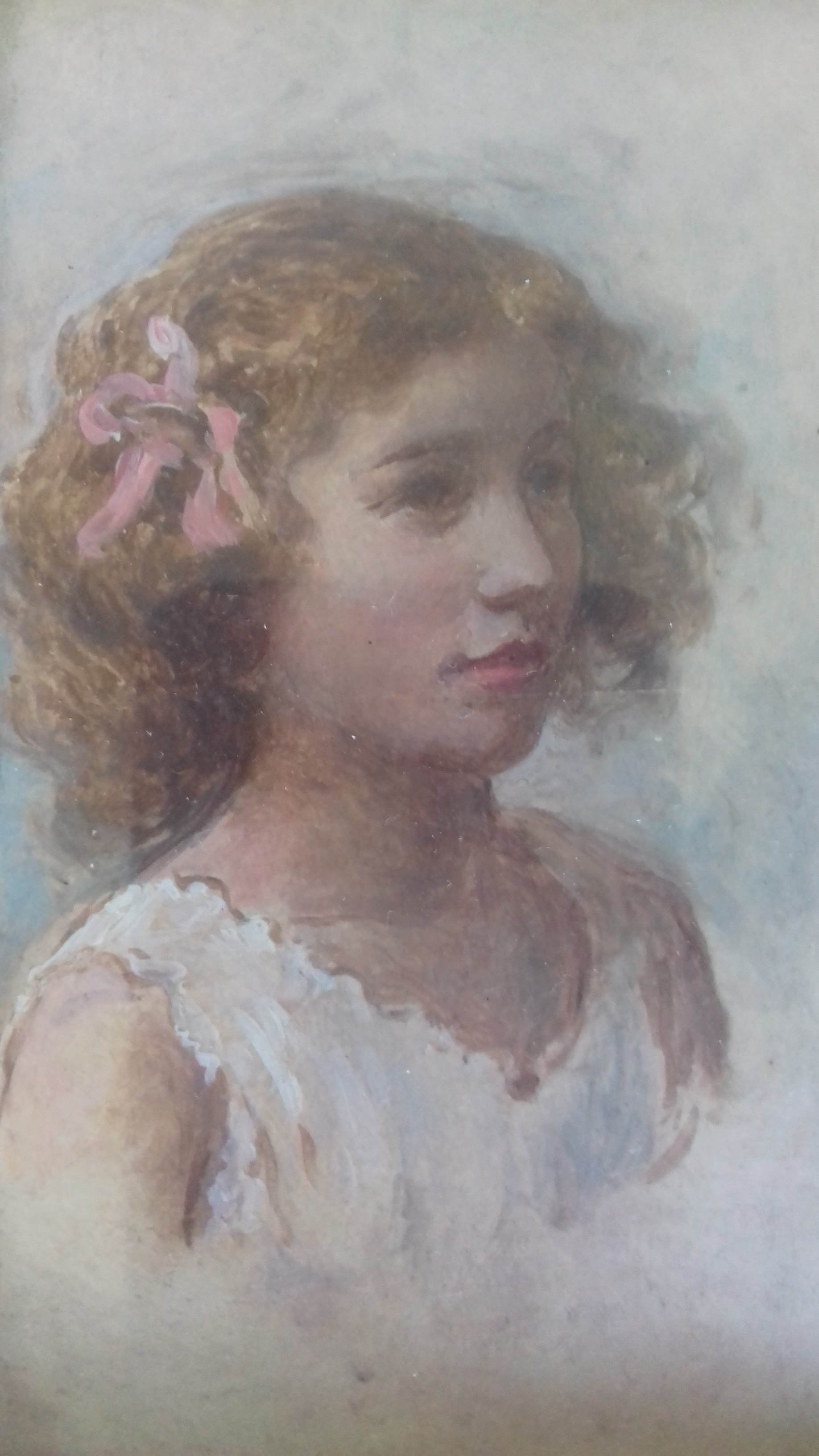
Retrato de niña, probablemente su hija Margarita Robles, que más tarde se convertiría en una conocida actriz de cine y teatro.
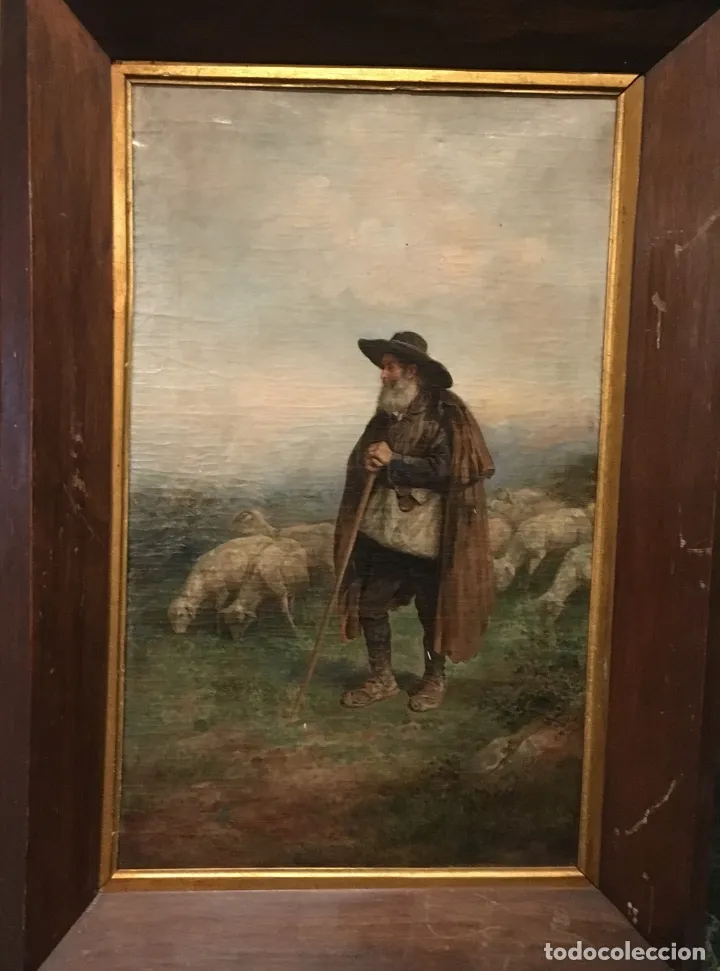
Pastor con rebaño. 1891.
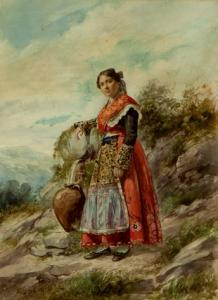
La Aguadora. 1885. Acuarela.

## Distinciones
- Tercera medalla en la Nacional de Bellas Artes de 1867 por la obra titulada Trabajadores de una huerta descansando.
- Medalla de oro en la Exposición Regional de Gijón de 1899